# Comuna Derjanivka, Dunaiivți
Derjanivka (în ucraineană Держанівка) este o comună în raionul Dunaiivți, regiunea Hmelnîțkîi, Ucraina, formată din satele Antonivka și Derjanivka (reședința).

## Demografie
Componența lingvistică a comunei Derjanivka
     Ucraineană (99,44%)
     Alte limbi (0,56%)
Conform recensământului din 2001, majoritatea populației comunei Derjanivka era vorbitoare de ucraineană (99,44%), existând în minoritate și vorbitori de alte limbi.